# Stromschnellenwelse
Die Stromschnellenwelse (Chiloglanis) ist eine Gattung der afrikanischen Welsfamilie Mochokidae. Stromschnellenwelse leben in Stromschnellen und schnell fließenden Flüssen und Bächen in der Nilregion und im tropischen Westafrika.

## Merkmale
Stromschnellenwelse werden drei bis zehn Zentimeter lang und unterscheiden sich von Synodontis vor allem durch das unterständige Saugmaul, das in Form und Funktion an das Saugmaul der südamerikanischen Harnischwelse (Loricaridae) erinnert. Das Saugmaul ist von dicken, mit Papillen besetzten Lippen umgeben und dient den Fischen u. a. dazu sich zum Schutz vor Verdriftung an Steinen, Holz oder Pflanzen festzuheften. Die Zähne auf der Prämaxillare und auf dem Vomer sind konisch, die im Unterkiefer gebogen und beweglich. Die Unterkieferzähne sind an der Symphyse konzentriert. Das Maul ist von drei Paar kurzer, ungefiederter Barteln umgeben. Stromschnellenwelse haben einen seitlich nur wenig abgeflachten, langgestreckten Körper, einen relativ großen Kopf mit kleinen, weit oben stehenden Augen. Die Schwimmblase ist reduziert und teilweise von verlängerten Wirbelfortsätzen umgeben. Der Flossenstachel der Brustflosse ist nur schwach oder überhaupt nicht gesägt.
Stromschnellenwelse leben von Algen und den darin befindlichen Kleinlebewesen.

## Arten
Die California Academy of Sciences listete, im Jahr 2023, insgesamt 69 bestätigte Chiloglanis-Spezies, von denen zwei erst 2023 entdeckt worden waren:
- Chiloglanis angolensis Poll, 1967
- Chiloglanis anoterus Crass, 1960

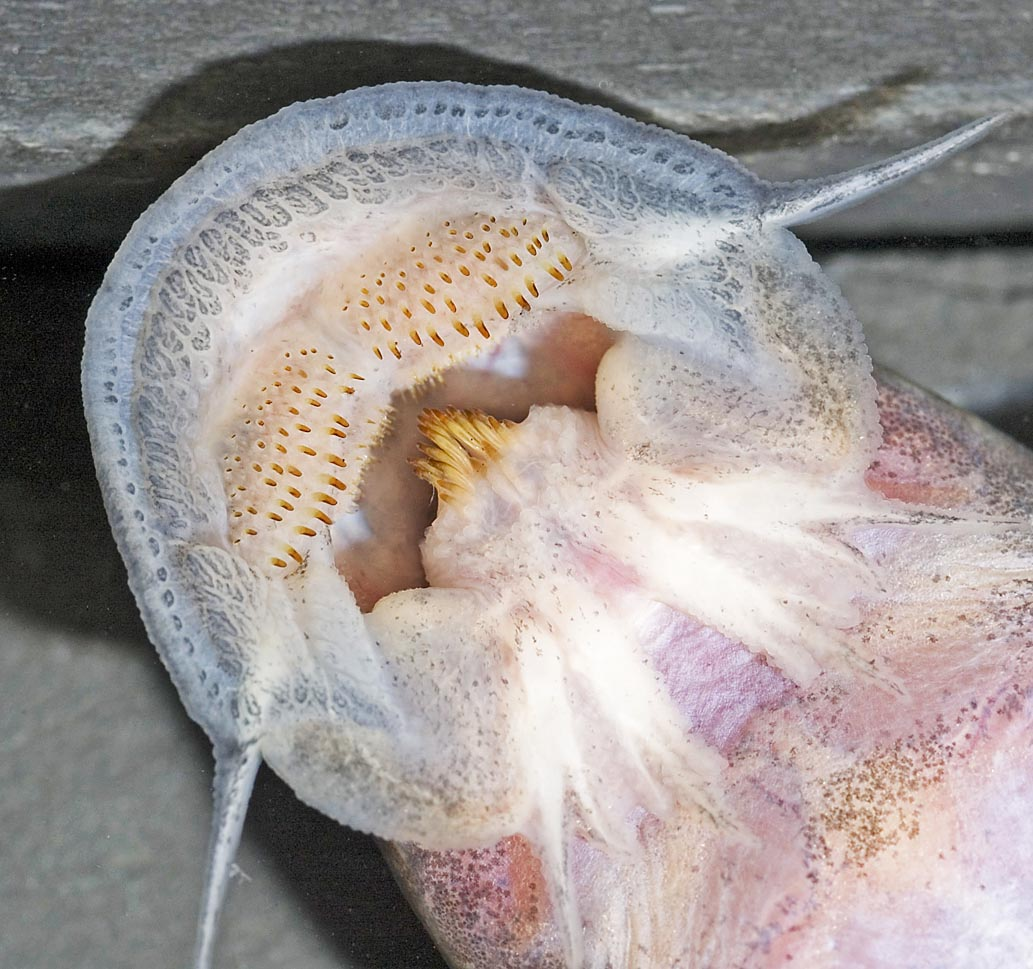
Saugmaul einer unbestimmten Chiloglanis-Art aus dem Kongo.

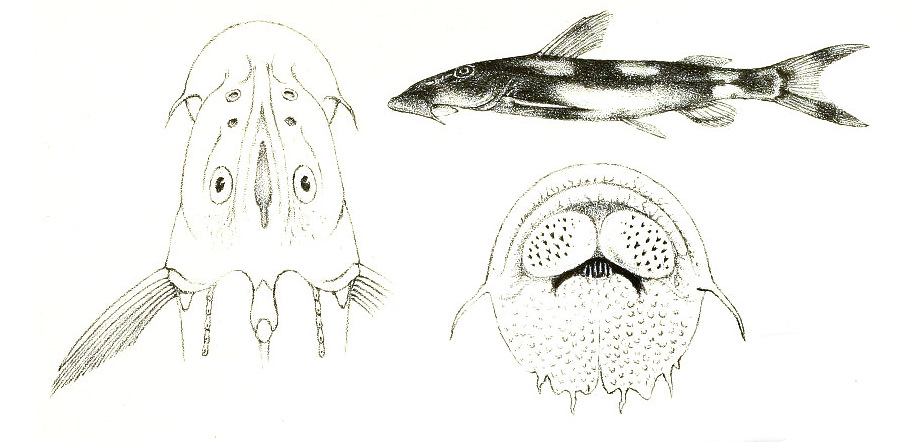
Chiloglanis brevibarbis

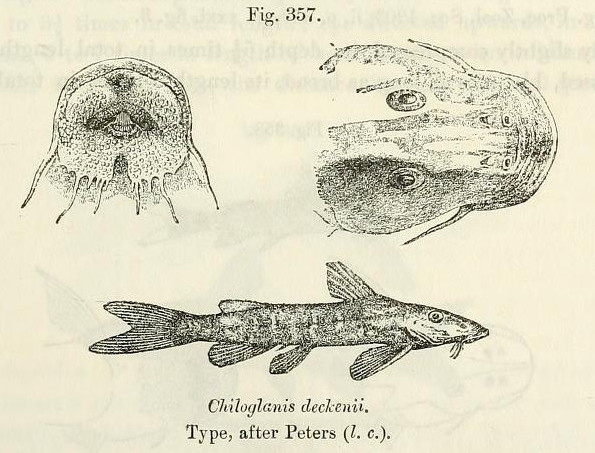
Chiloglanis deckenii, die Typusart der Gattung

- Chiloglanis asymetricaudalis De Vos, 1993
- Chiloglanis batesii Boulenger, 1904[3]
- Chiloglanis benuensis Daget & Stauch, 1963
- Chiloglanis bifurcus Jubb & Le Roux, 1969
- Chiloglanis brevibarbis Boulenger, 1902
- Chiloglanis camarabounyi Schmidt et al., 2017[4][5]
- Chiloglanis cameronensis Boulenger, 1904
- Chiloglanis carnosus Roberts & Stewart, 1976[6]
- Chiloglanis congicus Boulenger, 1920
- Chiloglanis deckenii Peters, 1868
- Chiloglanis devosi Schmidt et al., 2015[7]
- Chiloglanis dialloi Schmidt et al., 2017[4]
- Chiloglanis disneyi Trewavas, 1974
- Chiloglanis dybowskii Vaillant, 1892[1]

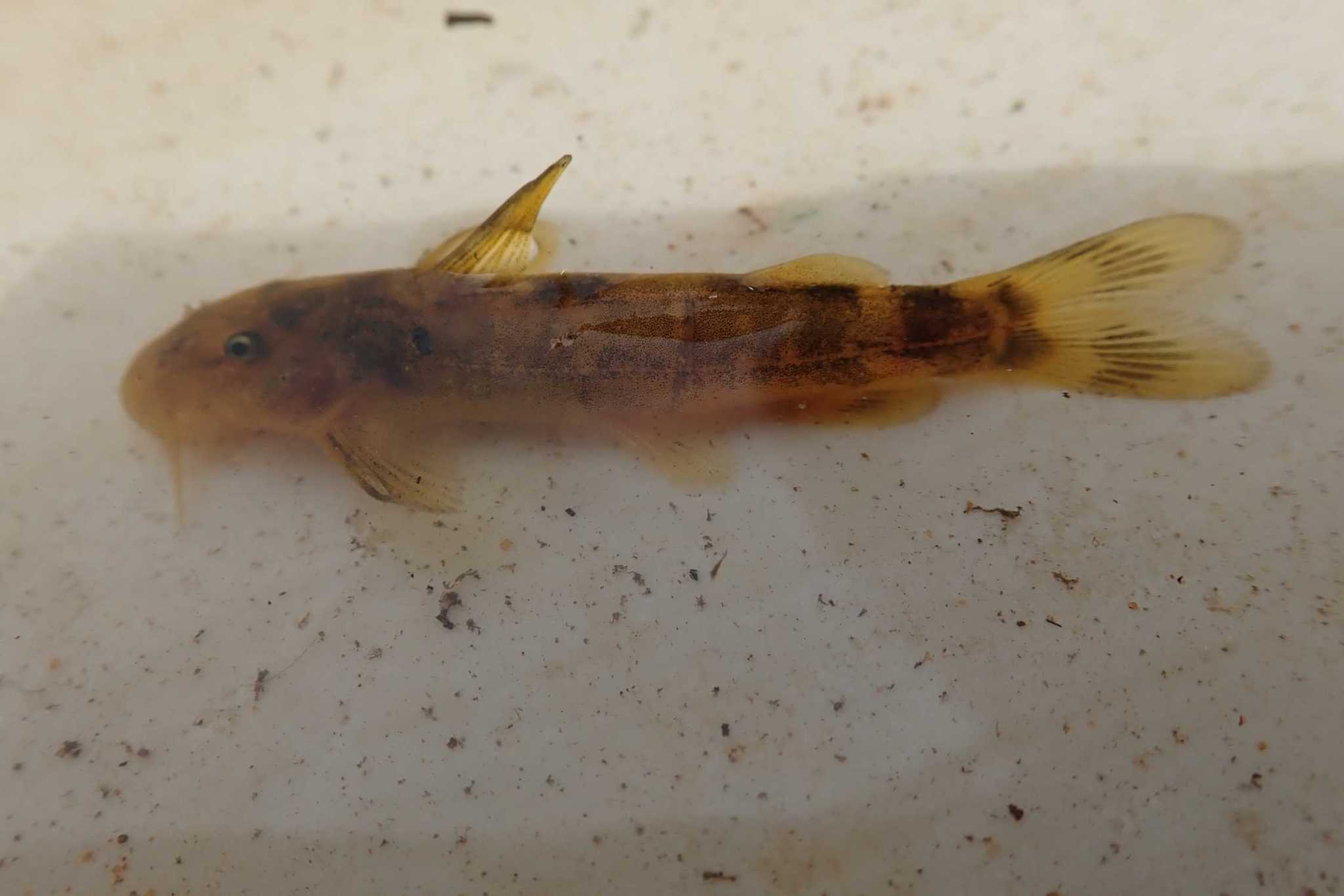
Chiloglanis bifurcus

- Chiloglanis elisabethianus Boulenger, 1915
- Chiloglanis emarginatus Jubb & Le Roux, 1969
- Chiloglanis engiops Chiloglanis & Crass 1960
- Chiloglanis eurystomus Synodontis & Pfeffer, 1889
- Chiloglanis fasciatus Pellegrin, 1936
- Chiloglanis frodobagginsi Schmidt, Friel, Bart, and Pezold, 2023[2]
- Chiloglanis fortuitus Schmidt, Bragança, Tweddle 2023[2]
- Chiloglanis harbinger Roberts, 1989
- Chiloglanis igamba Friel & Vigliotta, 2011
- Chiloglanis kabaensis Schmidt et al., 2017[4]
- Chiloglanis kalambo Seegers, 1996
- Chiloglanis kerioensis Schmidt et al., 2015[8]
- Chiloglanis kolente Schmidt et al., 2017[4]

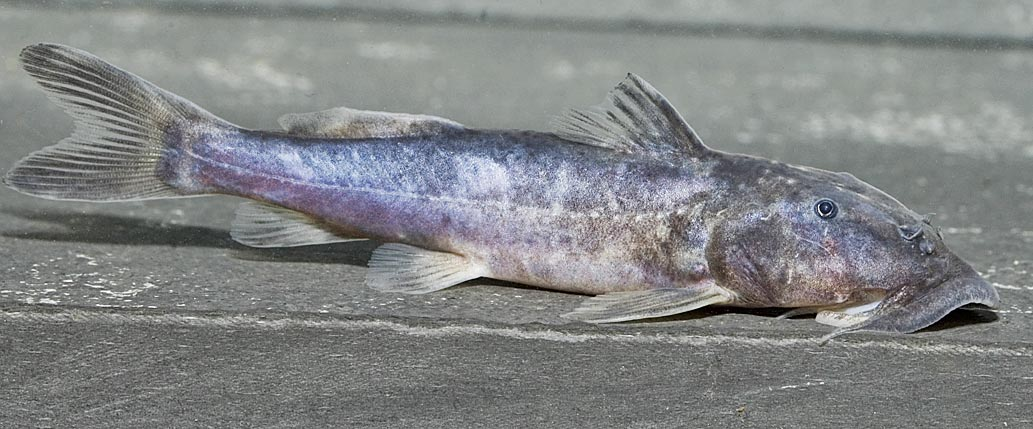
Nicht bestimmter Chiloglanis aus dem Kopngo

- Chiloglanis kazumbei Friel & Vigliotta, 2011
- Chiloglanis lamottei Daget, 1948
- Chiloglanis loffabrevum Schmidt et al., 2017[4]
- Chiloglanis longibarbis Schmidt et al., 2017[4]
- Chiloglanis lufirae Poll, 1976
- Chiloglanis lukugae Poll, 1944
- Chiloglanis macropterus Poll & Stewart, 1975
- Chiloglanis marlieri Poll, 1952
- Chiloglanis mbozi Seegers, 1996
- Chiloglanis modjensis Boulenger, 1904
- Chiloglanis mongoensis Schmidt & Barrientos, 2019[9]
- Chiloglanis msirii Kashindye, Manda, Friel, Chakona, & Vreven, 2021
- Chiloglanis neumanni Boulenger, 1911
- Chiloglanis niger Roberts, 1989
- Chiloglanis niloticus Boulenger, 1900
- Chiloglanis normani Pellegrin, 1933
- Chiloglanis nzerekore Schmidt et al., 2017[4][10]

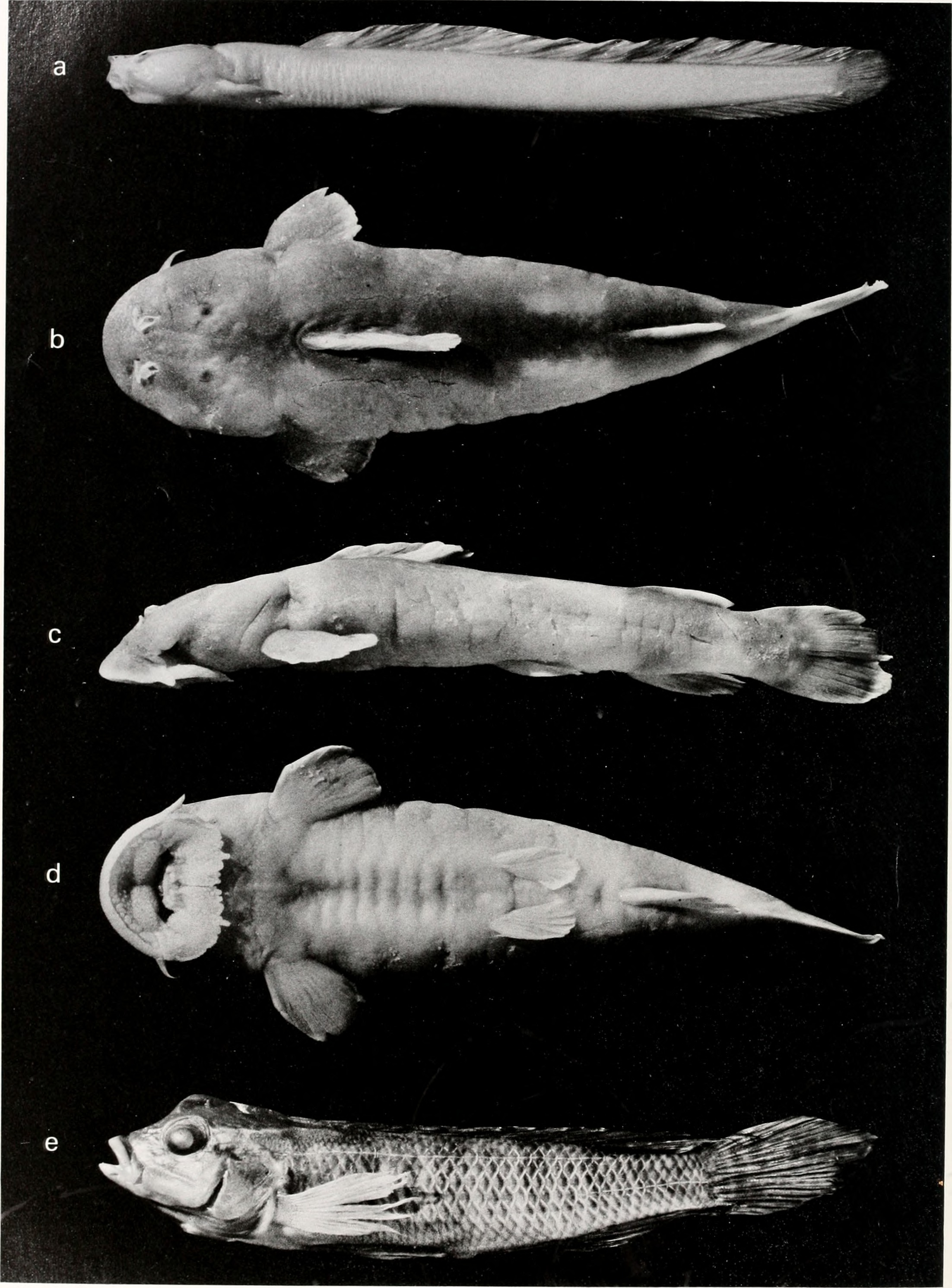
Chiloglanis carnosus, in der Veröffentlichung des Zoologischen Museums, des Harvard College

- Chiloglanis occidentalis Pellegrin, 1933
- Chiloglanis orthodontus Friel & Vigliotta, 2011
- Chiloglanis paratus Crass, 1960
- Chiloglanis pezoldi Schmidt et al., 2017[4]
- Chiloglanis pojeri Poll, 1944
- Chiloglanis polyodon Norman, 1932
- Chiloglanis polypogon Roberts, 1989
- Chiloglanis pretoriae Van Der Horst, 1931
- Chiloglanis productus Ng & Bailey, 2006
- Chiloglanis pumilus van der Horst, 1931
- Chiloglanis reticulatus Roberts, 1989
- Chiloglanis rukwaensis Seegers, 1996
- Chiloglanis ruziziensis De Vos, 1993
- Chiloglanis sanagaensis Roberts, 1989
- Chiloglanis sardinhai Ladiges & Voelker, 1961
- Chiloglanis somereni Whitehead, 1958
- Chiloglanis swierstrai Van Der Horst, 1931
- Chiloglanis trilobatus Seegers, 1996
- Chiloglanis tweddlei Schmidt et al., 2017[4]
- Chiloglanis voltae Daget & Stauch, 1963
- Chiloglanis waterloti Daget, 1954